# Tivadar Puskás
Tivadar Puskás (nacido el 17 de septiembre de 1844 en Pest y fallecido el 16 de marzo de 1893 en Budapest) fue un inventor, pionero del teléfono e inventor de la central telefónica húngaro. También fue el fundador del periódico telefónico Telefon Hírmondó.

## Biografía
La familia Tivadar Puskás fue parte de la nobleza húngara de Transilvania. Puskás estudió derecho y ciencias de la ingeniería, más tarde después de vivir en Inglaterra y trabajando para el Warnin Railway Construction Company regresó a Hungría. En 1873, con motivo de la Exposición Mundial de Viena, fundó la Agencia de Viajes Puskás, la cuarta más antigua del mundo y la primera agencia de viajes en Europa Central. Después de esto, Puskás se mudó a Colorado y se convirtió en un minero de oro. Fue mientras estaba en Estados Unidos que Puskás expuso el fraude de la "máquina de energía" americana de Keley.
Puskás estaba trabajando en su idea de un intercambio telegráfico cuando Alexander Graham Bell, patentó el teléfono. Esto lo llevó a adoptar un nuevo enfoque a su obra y decidió ponerse en contacto con el inventor estadounidense Thomas Alva Edison.
Puskás ahora comenzó a concentrarse en el perfeccionamiento de su plan para construir una central telefónica. De acuerdo a Edison, "Fue Tivadar Puskás la primera persona en sugerir la idea de una central telefónica". La idea de Puskás por fin se hizo realidad en 1877 en Boston. Fue entonces cuando la palabra húngara "hallom" que significa "Te escucho" se utilizó por primera vez en una conversación telefónica, cuando, al oír la voz de la persona en el otro extremo de la línea, Puskás gritó exultante en húngaro "hallom".
En 1879, Puskás configuró una central telefónica en París, donde cuidó los asuntos europeos de Thomas Edison por los próximos cuatro años. En París fue su hermano menor, Ferenc Puskás (1848-1884), de mucha ayuda y más tarde se estableció la primera central telefónica en Pest.
En 1887 Tivadar Puskás presentó el distribuidor múltiplex, un paso revolucionario en el desarrollo de las centrales telefónicas. Otro gran invento, fue "El Servicio Telefónico de Noticias" que introdujo en Pest, que anunciaba las noticias y los programas, fue en muchos sentidos, el precursor de la radio. De acuerdo a una revista científica contemporánea, a lo sumo 50 personas pudieron escuchar al teléfono de Edison, al mismo tiempo, si una persona más se conectaba, ninguno de los suscriptores oía nada. Con los aparatos de Puskás, por el contrario, medio millón de personas podía oír claramente el programa proveniente de la central.
En 1890, a Puskás le concedieron una patente por un procedimiento para llevar a cabo explosiones controladas, lo que fue el precursor de las técnicas modernas. Él experimentó con esta tecnología cuando se encontraba trabajando en la regulación del Bajo Danubio.
Puskás registró la patente de la tecnología detrás del periódico telefónico, Telefon Hírmondó  en 1892 en la Oficina de Patentes del Imperio Austro-Húngaro, con el título "Un nuevo método de organización y montaje de un periódico telefónico". El servicio de Teléfon Hírmondó comenzó el 15 de febrero de 1893, con cerca de 60 abonados. Tras la muerte de Puskás el 16 de marzo de 1893, su hermano Albert Puskás vendió la empresa y los derechos de patente a István Popper.
Tivadar Puskás no ganó amplio reconocimiento público durante su vida. Sin embargo, en el 2008, el Banco Nacional de Hungría emitió una moneda conmemorativa de 1.000 Forint en honor de Puskás y el 115 aniversario de la introducción del Telefon Hírmondó.